# 알레산드로 마르첼로

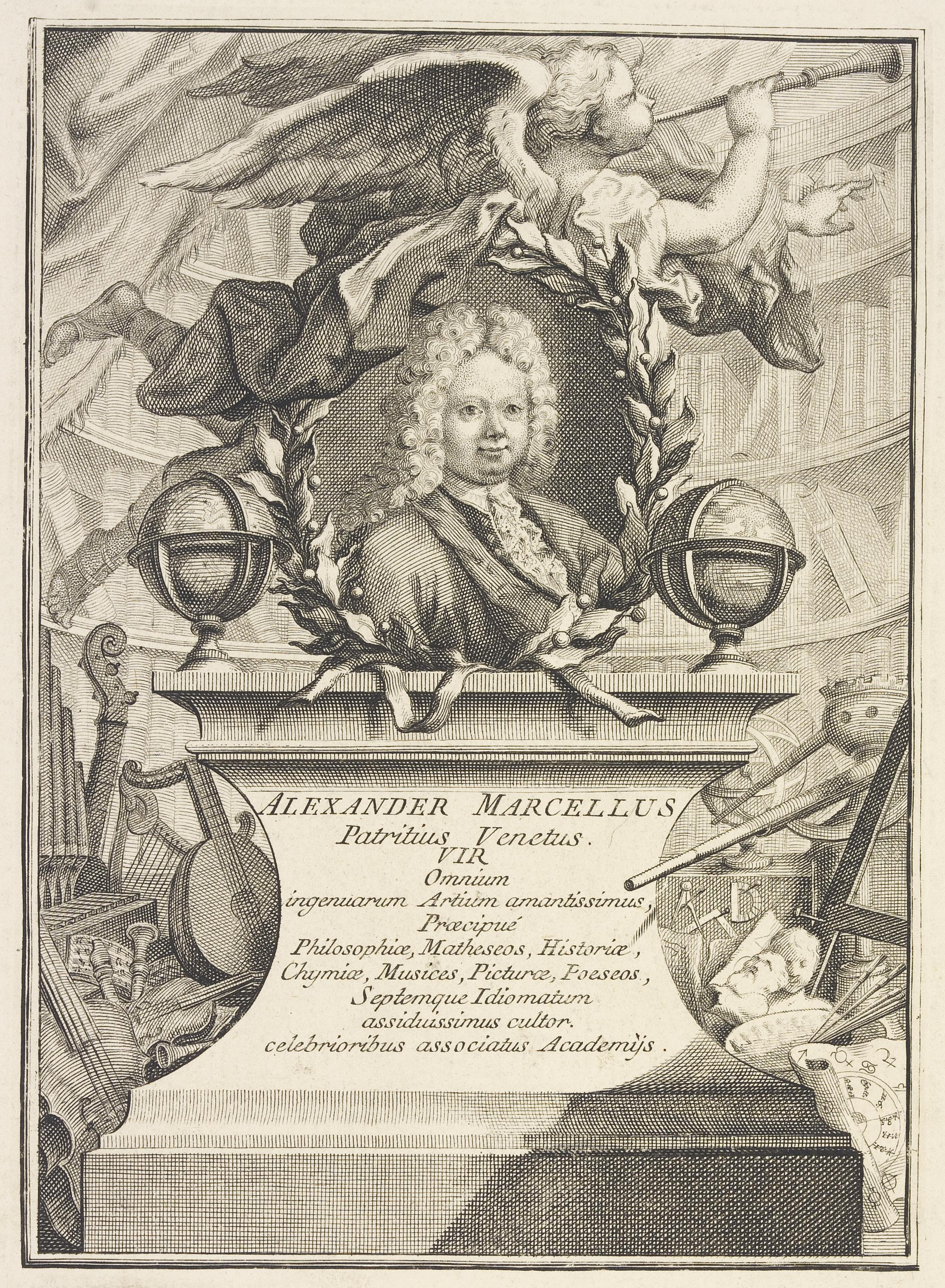

알레산드로 마르첼로(Alessandro Marcello, 1673년 2월 1일 ~ 1747년 6월 19일)는 이탈리아의 귀족이자 작곡가이다.
베네치아에서 태어나 풍족한 삶을 누렸고 음악에 대한 관심을 추구할 자유가 주어졌다. 자신의 고향에서 콘서트를 주최하였고 여러 협주곡을 출판하였다.